# Sidaction
Sidaction désigne à la fois une association de lutte contre le VIH/sida, créée en 1994 et un évènement télévisuel annuel de collecte de dons pour cette association qui finance à parts égales des programmes de recherche et des associations d’aide aux malades et de prévention, en France et à l’étranger. Pierre Bergé présidait l'association.
L'opération médiatique annuelle a connu différents formats et mobilise aujourd'hui durant trois jours une vingtaine de chaînes de télévisions et de radios françaises (26 en 2017), ainsi que des bénévoles dans toute la France.

## Structure de l'association

### Historique
Le 17 février 1994, plusieurs associations de lutte contre le sida et un groupe de chercheurs fondent Ensemble contre le Sida, pour lutter contre la pandémie en finançant à la fois la recherche et l’aide aux malades. Ensemble contre le Sida s'appuie sur la Fondation de France qui gère ses fonds et sur la Fondation pour la Recherche Médicale qui s'occupe du financement des programmes scientifiques et médicaux tandis qu'Ensemble contre le Sida se consacre aux programmes de prévention et d'aide aux malades.
Le 7 avril 1994, est organisé le premier Sidaction, avec un soutien médiatique sans précédent : six chaines de télévision diffusent en "prime-time" pendant plus de 6 heures la même émission d'information en direct, avec un rassemblent de personnalités médiatiques inédit, pour une audience de 23 millions de téléspectateurs, récoltant ainsi 300 millions de francs de dons.
En 1996, Pierre Bergé devient président de l'association.
En 1998, l'association est reconnue comme « établissement d'utilité publique ».
En 1999, un comité scientifique et médical est créé pour instruire les demandes de subvention et les bourses de recherche. Quelques mois plus tard, la mise en place d’un service de programmes scientifiques et médicaux permet de traiter en interne demandes et suivis de financements. L’association se détache donc de la Fondation pour la Recherche Médicale.
L’association lance en 2000 le magazine Transversal, une revue bimestrielle d'information sur le VIH/sida et les acteurs de la lutte.
En 2004, « Ensemble contre le sida » devient « Sidaction ». Depuis 1994, le public avait en effet pris l’habitude d’utiliser le nom de cet événement de collecte national pour désigner l’association.

### Organisation de l'association

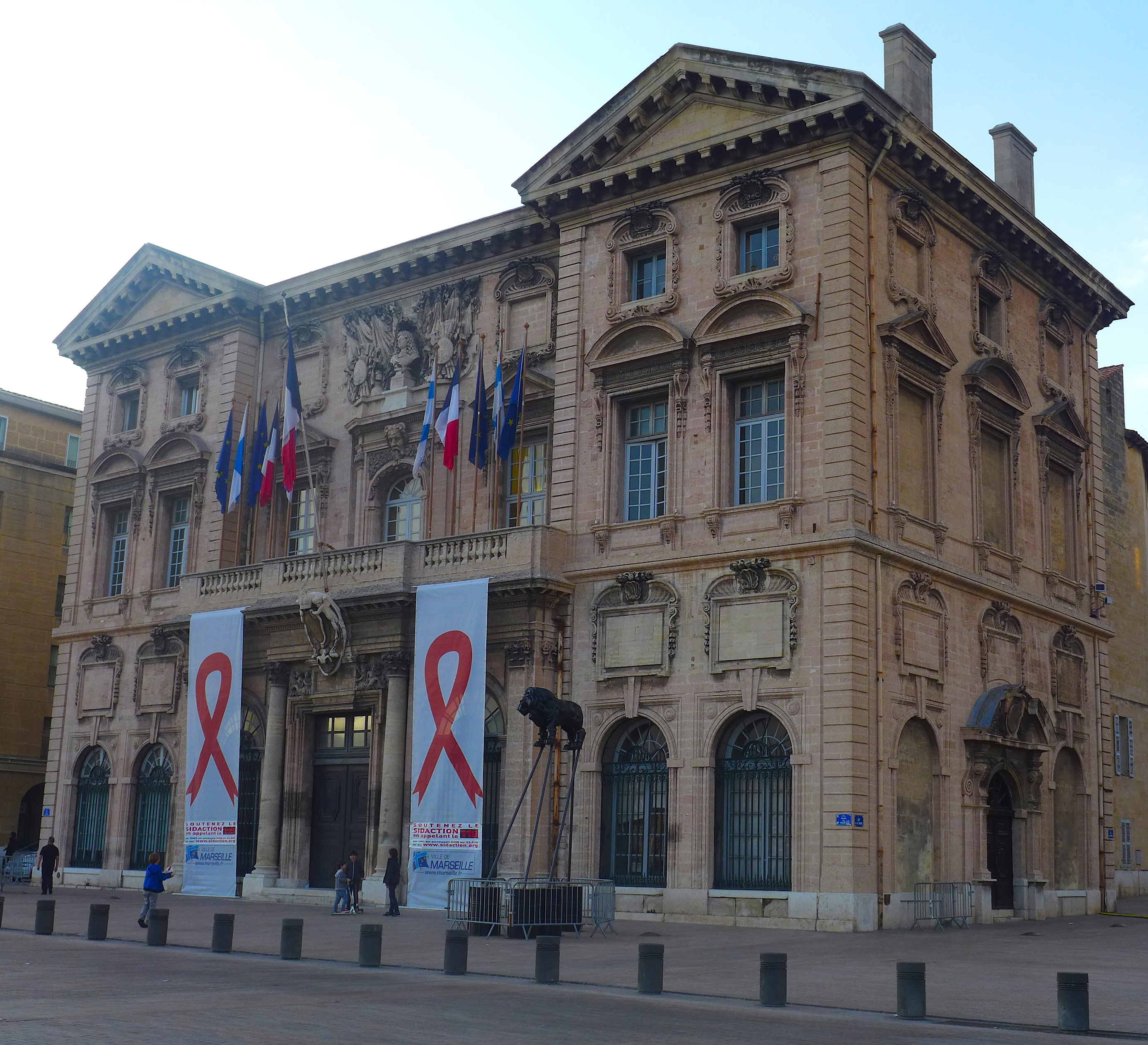
Promotion du Sidaction sur le fronton de l'Hôtel de ville de Marseille.

Le conseil d’administration de Sidaction est composé de 22 membres bénévoles impliqués de longue date dans la lutte contre le sida, reconnues pour leur connaissance ou leur apport à la lutte contre le sida. Parmi elles, on compte Françoise Barré-Sinoussi, Prix Nobel de médecine en 2008 pour la co-découverte du VIH en 1983. Il décide des financements alloués selon les recommandations de quatre comités : un comité scientifique et médical, un comité associatif, un comité international et un comité qualité de vie - qualité des soins.

### Financement
Le financement de Sidaction repose, en 2014, entre 90 et 94% sur des fonds privés .

## Moyens de collecte
L'association est principalement financée par une opération médiatique.

### L'évènement radio et télévisuel
Le Sidaction est un évènement radio et télévisuel pendant lequel différents média traitent de sujets liés au VIH et au SIDA et appellent les auditeurs et téléspectateurs à donner à l'association.

#### Avant le Sidaction, le Sidathon
En 1992 une première opération sur le modèle du Téléthon est créée sur Antenne 2 le Sidathon, mais enregistre de faibles audiences.

#### 1994: un évènement médiatique sans précédent
À ses débuts en 1994, l'opération médiatique du Sidaction se centrait sur une unique soirée radio et télévisuelle retransmise simultanément sur les chaînes privées et publiques où des personnalités invitées de divers horizons (artistes, associatifs, politiques, etc) commentaient et débattaient en direct des sujets liés à la maladie, entrecoupés par des reportages et des appels au don. Ce format enregistre d'importantes audiences et une collecte de 300 millions de francs (environ 45 millions d'euros).

#### 1996: affrontement en direct et chute des dons
Toutefois, l'émission de 1996 constitue un tournant dans l'organisation du Sidaction, car elle se révèle être un échec malgré d'excellentes audiences. En effet, la soirée unique voit l'affrontement en direct dans des termes violents, en plateau entre le président de l'association Act Up-Paris Christophe Martet et le ministre français de la santé Philippe Douste-Blazy sur le sujet de la prévention et de la prise en charge du VIH en milieu carcéral. Après cet incident l'association du Sidaction enregistre une baisse importante des dons.

#### Vers un nouveau format d'émission
Le format de la soirée unique télévisuelle en direct est alors abandonné pour laisser place à un marathon audiovisuel sur les chaines du service public dans un format plus proche du Téléthon mais cette formule peine à convaincre. En 1998 la soirée co-organisée par France 2 et France 3 voit une chute drastique des audiences et peine à réunir 40 millions de francs (6 millions d'Euros) ce qui est alors jugé comme un échec .

#### Un marathon audiovisuel sur toutes les chaines
Aujourd'hui, les radios et télévisions publiques et privées organisent un marathon audiovisuel de trois jours.

#### À partir de 2021: streaming
En 2021, le Sidaction réunit via l'opération Gaming for Sidaction des dizaines de streamers sur la plate-forme Twitch afin de solliciter les dons en touchant un autre public. La première édition permet de récolter 180 000 euros. En 2022, ce sont plus de 50 streamers qui y participent.

## Domaines d'interventions

### La recherche scientifique et médicale
Sidaction est la seule association française de lutte contre le VIH à financer la recherche. La moitié de ses ressources nettes est ainsi attribuée à des programmes de recherche scientifique et médicale menés en France et dans les pays en développement. Sidaction soutient des projets de recherche fondamentale, appliquée et clinique dans tous les domaines de la recherche biomédicale sur le VIH (virologie, immunologie, vaccins préventifs et thérapeutiques, traitements), ainsi que des travaux de recherche en sciences de l'homme et de la société, en épidémiologie et en santé publique, portant sur le VIH. Les aides sont réparties entre équipes de recherche et jeunes chercheurs.
Les missions du service des programmes scientifiques et médicaux :
- Les jeunes chercheurs : cette mission a été créée en 2004 pour l’amélioration du statut des doctorants et post-doctorants. L’avenir de la recherche publique française est préoccupant[16],[17] et les moyens institutionnels consacrés à la lutte contre le VIH/sida sont en effet très limités. En 2014, Sidaction a financé 45 jeunes chercheurs[18]. L'association a également créé en 2003 le prix scientifique « Jeune Chercheur » qui récompense un boursier de l'association pour la qualité et la pertinence de ses travaux sur le VIH[19].
- Les sciences sociales : le sida a été, pendant plus de vingt ans, un acteur et un révélateur important des transformations sociales, notamment dans le domaine de la médecine et de la santé publique. Dans ce cadre, les sciences sociales ont permis à la fois de poser de nouvelles questions scientifiques et d’orienter certains choix politiques. L’évolution récente de l’épidémie, liée notamment à la vulnérabilité accrue de certains ainsi qu’à une prise en charge globale impliquant les aspects thérapeutiques, psychologiques, préventifs et sociaux, impose de nouveaux défis aux chercheurs en sciences humaines. Dans cette perspective, Sidaction a décidé de lancer, en octobre 2006, une mission consacrée au renforcement du soutien à la recherche en sciences sociales sur le VIH.

- Suivi des programmes dans les PED.
- Qualité de vie, qualité des soins : avec le développement des traitements antirétroviraux qui allongent la durée de vie des personnes vivant avec le VIH mais provoquent souvent des effets indésirables importants, la qualité de vie est devenue un facteur essentiel dans la lutte contre le VIH. En complément du soutien à la recherche en qualité de vie, Sidaction développe un appel à projets spécifique qui tend à promouvoir et valoriser les programmes qui prennent en compte la qualité de vie ressentie par les personnes et utilisent pour leur évaluation les mesures de la qualité de vie liée au VIH.

### Les actions en France
Sidaction sélectionne les actions et les programmes qui répondent aux besoins urgents des personnes vivant avec le VIH, généralement particulièrement précarisées : l’emploi, la prévention pour les hommes ayant des relations sexuelles avec les hommes (HSH) particulièrement touchés par l'épidémie, le milieu carcéral, etc. L’association apporte une expertise technique et des fonds pour permettre la mise en place de programmes puis passe le relais aux acteurs institutionnels. En parallèle, elle soutient des associations de prise en charge globale visant à accompagner et à améliorer le quotidien des personnes vivant avec le VIH comme l'association Ikambere.

### Les actions dans les pays en développement
Sidaction accorde chaque année un montant de ses dons collectés à des projets internationaux qui permettent la prise en charge médicale, psychologique et sociale des personnes vivant avec le VIH , de développer des projets de formation et de couvrir une partie des coûts administratifs et logistiques des associations partenaires soutenues. Afin de lutter contre la transmission mère-enfant, Sidaction accorde un appui spécifique à certains projets, comme celui de la prise en charge des enfants exposés, infectés et affectés par le VIH, qui vise à leur garantir prévention et soins, depuis la prévention de la transmission mère-enfant jusqu’à la santé sexuelle et reproductive des adolescents. D’autres projets spécifiques sont aussi financés pour renforcer les droits de populations clés et fréquemment oubliées des programmes nationaux, comme les usagers de drogues, les travailleurs et travailleuses du sexe, les minorités sexuelles et de genre. L'association organise également des sessions de formation sur la collecte des fonds privés pour que les responsables des associations de lutte contre le VIH/sida à l'étranger ne soient pas dépendants des financements émanant d’organismes publics ou de fondations, sur la gestion des ressources humaines.[réf. nécessaire]